# Kitty (emulador de terminal)
kitty é um emulador de terminal livre e de código aberto acelerado por GPU para Linux e macOS, focado em desempenho e recursos. kitty é escrito em uma mistura de linguagens de programação C e Python. O kitty partilha o seu nome com outro programa - KiTTY - um fork do PuTTY para Microsoft Windows.

## Características
- Exibir imagens: quando o ImageMagick estiver instalado, adicione ao alias icat="kitty +kitten icat".bashrc alias icat="kitty +kitten icat" e use como "icat me.webp"[4][5]
- Entrada interativa de caracteres Unicode (ctrl+shift+u), por nome, código, usado recentemente[6]
- Suporta recursos de formatação de texto e cores reais
- Ladrilho de múltiplas janelas e abas
- Arquivo de configuração único
- Cliques em hiperlinks
- Suporte para mouse (por exemplo no Vim)
- Vários buffers de copiar/colar como no Vim[7]